# Cinco Generais Tigres
Os  Cinco Generais Tigres (五虎將) de Shu durante o período dos Três Reinos na China eram Guan Yu, Zhang Fei, Zhao Yun, Ma Chao e Huang Zhong, nomeados em honra de suas contribuições para o estabelecimento do reino.
Este título foi atribuído a eles por Liu Bei, personagens retratados na novela Romance dos Três Reinos. Wei Yan seria muito provavelmente seria o sexto General Tigre se esta posição existisse.
Atualmente a veracidade da história dos Generais Tigres é desconhecida; sabe-se que estas pessoas existiram, mas se foram ou não concedidos realmente estes títulos a elas é incerto; muito provavelmente este foi um recurso literário usado na novela.